# PGC 2663023
LEDA/PGC 2663023 ist eine Spiralgalaxie vom Hubble-Typ Sc im Sternbild Drache am Nordsternhimmel. Sie ist schätzungsweise 872 Millionen Lichtjahre von der Milchstraße entfernt und hat einen Durchmesser von etwa 260.000 Lichtjahren. Vom Sonnensystem aus entfernt sich das Objekt mit einer errechneten Radialgeschwindigkeit von näherungsweise 19.400 Kilometern pro Sekunde.
Im selben Himmelsareal befinden sich unter anderem die Galaxien NGC 4205, PGC 38788, PGC 2663114, PGC 2665658.